# Marguerite III
Marguerite III est une religieuse cistercienne qui fut la 10e abbesse de l'abbaye de la Cambre.